# Cristian Pavón
Pour les articles homonymes, voir Pavon.
Cristian Pavón, né le 21 janvier 1996 à Córdoba, est un footballeur international argentin qui joue au poste d'ailier gauche au Grêmio Porto Alegre.

## Biographie

### En club
À l'été 2019, il est prêté au Galaxy de Los Angeles après plusieurs semaines de rumeurs le liant à la franchise angeline,.

### En équipe nationale
Avec les moins de 17 ans, il participe à la Coupe du monde des moins de 17 ans en 2013. Lors de cette compétition organisée aux Émirats arabes unis, il joue trois matchs. L'Argentine se classe quatrième du mondial, derrière la Suède.
Il dispute ensuite avec les moins de 20 ans la Coupe du monde des moins de 20 ans en 2015. Lors de ce tournoi organisé au Chili, il joue deux matchs, contre le Panama et l'Autriche.
L'année suivante, il participe aux Jeux olympiques d'été de 2016 organisés au Brésil. Lors du tournoi olympique, il joue trois matchs : contre le Portugal, l'Algérie et le Honduras.
Il reçoit sa première sélection en équipe d'Argentine le 11 novembre 2017, en amical contre la Russie (victoire 0-1). Trois jours plus tard, il délivre sa première passe décisive, lors d'une rencontre amicale perdue face au Nigeria (défaite 2-4). Par la suite, le 30 mai 2018, il délivre une deuxième passe décisive, en amical contre Haïti (victoire 4-0).
Retenu par le sélectionneur Jorge Sampaoli afin de participer à la Coupe du monde 2018 organisée en Russie, il joue quatre matchs lors de ce tournoi, qui voit l'Argentine s'incliner en huitièmes de finale face à l'équipe de France.

## Statistiques

### En club
| Saison                | Club                  | Championnat           | Championnat | Championnat | Coupe nationale | Coupe nationale | Coupe de la Ligue | Coupe de la Ligue | Supercoupe | Supercoupe | Compétition(s) continentale(s) | Compétition(s) continentale(s) | Compétition(s) continentale(s) | Total | Total |
| Saison                | Club                  | Division              | M.          | B.          | M.              | B.              | M.                | B.                | M.         | B.         | Comp.                          | M.                             | B.                             | M.    | B.    |
| 2013-2014             | CA Talleres           | Primera B             | 19          | 4           | 1               | 0               | -                 | -                 | -          | -          | -                              | -                              | -                              | 20    | 4     |
| 2014                  | CA Colón (prêt)       | Primera B             | 20          | 5           | 1               | 0               | -                 | -                 | -          | -          | -                              | -                              | -                              | 21    | 5     |
| 2014-2015             | Boca Juniors          | Primera División      | 6           | 2           | 1               | 0               | -                 | -                 | -          | -          | CL                             | 2                              | 0                              | 9     | 2     |
| 2015-2016             | Boca Juniors          | Primera División      | 3           | 0           | 1               | 2               | -                 | -                 | -          | -          | CL                             | 7                              | 2                              | 11    | 4     |
| 2016-2017             | Boca Juniors          | Primera División      | 30          | 9           | 4               | 3               | -                 | -                 | -          | -          | -                              | -                              | -                              | 34    | 12    |
| 2017-2018             | Boca Juniors          | Primera División      | 26          | 6           | 3               | 0               | -                 | -                 | 1          | 0          | CL                             | 14                             | 3                              | 44    | 9     |
| 2018-2019             | Boca Juniors          | Primera División      | 15          | 4           | 8               | 1               | -                 | -                 | 1          | 0          | CL                             | 4                              | 0                              | 28    | 5     |
| Sous-total            | Sous-total            | Sous-total            | 80          | 21          | 17              | 6               | -                 | -                 | 2          | 0          | -                              | 28                             | 7                              | 127   | 34    |
| 2019                  | LA Galaxy             | MLS                   | 4           | 1           | -               | -               | -                 | -                 | -          | -          | -                              | -                              | -                              | 4     | 1     |
| Total sur la carrière | Total sur la carrière | Total sur la carrière | 123         | 31          | 19              | 6               | -                 | -                 | 2          | 0          | -                              | 28                             | 7                              | 172   | 44    |

### En sélection nationale
| Saison                | Sélection             | Phases finales        | Phases finales | Phases finales | Phases finales | Éliminatoires | Éliminatoires | Éliminatoires | Matchs amicaux | Matchs amicaux | Matchs amicaux | Total | Total | Total |
| Saison                | Sélection             | Compétition           | M              | B              | Pd             | M             | B             | Pd            | M              | B              | Pd             | M     | B     | Pd    |
| --------------------- | --------------------- | --------------------- | -------------- | -------------- | -------------- | ------------- | ------------- | ------------- | -------------- | -------------- | -------------- | ----- | ----- | ----- |
| 2017-2018             | Argentine             | Coupe du monde 2018   | 4              | 0              | 0              | -             | -             | -             | 5              | 0              | 2              | 9     | 0     | 2     |
| 2018-2019             | Argentine             | Copa América 2019     | -              | -              | -              | -             | -             | -             | 2              | 0              | 0              | 2     | 0     | 0     |
| Total sur la carrière | Total sur la carrière | Total sur la carrière | 4              | 0              | 0              | -             | -             | -             | 7              | 0              | 2              | 11    | 0     | 2     |

## Palmarès
|  |  | Boca Juniors - Copa Libertadores - Finaliste : 2018 - Primera División - Champion : 2015, 2017 et 2018 - Copa Argentina - Vainqueur : 2015 - Copa de la Superliga - Finaliste : 2019 - Supercopa Argentina - Vainqueur : 2018 - Finaliste : 2017 |